# Groaíras
Groaíras este un oraș în statul Ceará (CE) din Brazilia.